# یواس‌اس توسک (اس‌اس-۴۲۶)
یواس‌اس توسک (اس‌اس-۴۲۶) (به انگلیسی: USS Tusk (SS-426)) یک زیردریایی است؛ که طول آن ۳۱۱ فوت ۹ اینچ (۹۵٫۰۲ متر) می‌باشد. این زیردریایی در سال ۱۹۴۵ (میلادی) ساخته شد.